# Катастрофа BAe 146 в Иньчуане
Катастрофа BAe 146 в Иньчуане — крупная авиационная катастрофа, произошедшая 23 июля 1993 года. Авиалайнер BAe 146-300 авиакомпании China Northwest Airlines выполнял плановый внутренний рейс WH2119 по маршруту Иньчуань—Пекин, но при взлёте выкатился за пределы взлётно-посадочной полосы аэропорта Иньчуани и рухнул в озеро. Из находившихся на его борту 113 человек (108 пассажиров и 5 членов экипажа) погибли 55.

## Самолёт
BAe 146-300 (регистрационный номер B-2716, серийный E3215) был выпущен в 1992 году (первый полёт совершил 5 декабря под тестовым б/н G6-215). 29 декабря того же года был передан авиакомпании China Northwest Airlines. Оснащён четырьмя турбовентиляторными двигателями Lycoming LF507-1H. На день катастрофы налетал 500 часов.

## Экипаж и пассажиры
На борту самолёта находились 5 членов экипажа и 108 пассажиров, большинство из которых были гражданами Китая, но было и несколько иностранных пассажиров. Посольство Великобритании в Китае подтвердило, что на борту находилась гражданка Великобритании. Кроме того, на борту находились житель Гонконга британского происхождения, гражданин Франции и ещё одно лицо неустановленной национальности.

## Катастрофа
Первоначально вылет рейса WH2119 был запланирован на 14:30, но был задержан на 10 минут. Во время разгона по ВПП лайнер не смог оторваться от земли и пилоты продолжали тянуть штурвал на себя, что привело к тейлстрайку. На взлётной скорости рейс WH2119 выкатился за пределы взлётной полосы и рухнул в озеро.
От удара об озеро самолёт разрушился на несколько частей и ушёл под воду, что затруднило спасательную операцию, в которой также принимали участие сотни солдат и полицейских. Из 105 человек на борту самолёта погибли 55 — 1 член экипажа и 54 пассажира (из 58 выживших не пострадал только 1 член экипажа). Тогдашний вице-премьер Государственного совета КНР Цзоу Цзяхуа и директор Управления гражданской авиации Китая Цзян Чжупин вылетели в Иньчуань для участия в расследовании причин катастрофы.

## Расследование
Катастрофа рейса WH2119 произошла из-за механического отказа закрылков самолёта. Пилоты установили положение закрылков до разбега, но один из закрылков на правом крыле внезапно вышел из строя и убрался, когда лайнер начал движение по ВПП. Эта неисправность привела к тому, что самолёт имел недостаточную подъёмную силу и не смог оторваться от земли, а его хвостовая часть ударилась о землю. Пилоты были вынуждены принять решение прервать взлёт, но в этот момент лайнер уже достиг взлётной скорости и не смог остановиться на взлётной полосе, выкатился за её пределы и рухнул в озеро.

## Культурные аспекты
Марк Ванг, один из выживших пассажиров рейса 2119 (получил перелом поясничных позвонков и гидроцефалию, а также у него были парализованы обе ноги), написал автобиографическую книгу «Голубое небо, поддерживающее жизнь». Позже книга была экранизирована в одноимённом телесериале с Марком Вангом в главной роли.